# جایزه انجمن ملی منتقدان فیلم برای بهترین کارگردان

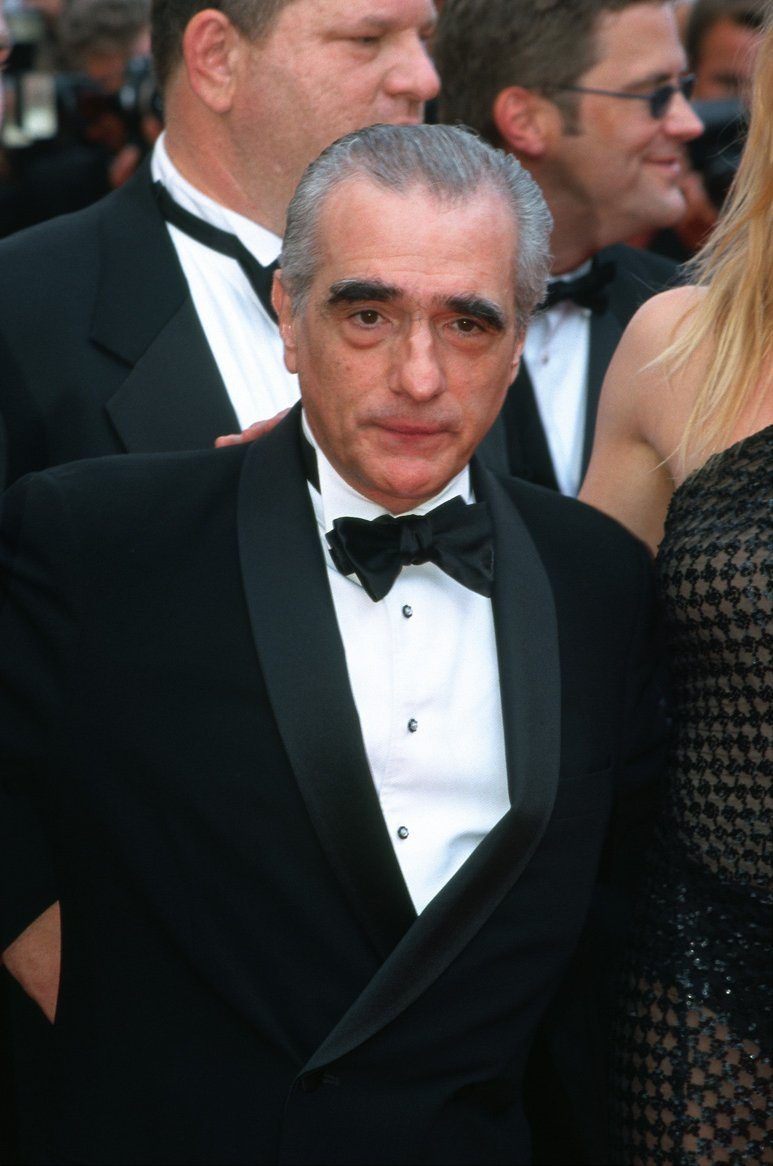
مارتین اسکورسیزی

جایزه بهترین کارگردانی انجمن ملی منتقدان فیلم، جایزه ای است که سالانه توسط انجمن ملی منتقدان فیلم به بهترین کارگردان سال اعطا می‌شود.

## برندگان

### دهه ۱۹۶۰
| سال  | برنده               | فیلم           |
| ---- | ------------------- | -------------- |
| ۱۹۶۶ | میکل‌آنجلو آنتونیونی | آگراندیسمان    |
| ۱۹۶۷ | اینگمار برگمان      | پرسونا         |
| ۱۹۶۸ | اینگمار برگمان      | ساعت گرگ و میش |
| ۱۹۶۸ | اینگمار برگمان      | شرم            |
| ۱۹۶۹ | فرانسوا تروفو       | بوسه‌های دزدکی  |

### دهه ۱۹۷۰
| سال  | برنده               | فیلم                  |
| ---- | ------------------- | --------------------- |
| ۱۹۷۰ | اینگمار برگمان      | مصائب آنا             |
| ۱۹۷۱ | برناردو برتولوچی    | دنباله‌رو              |
| ۱۹۷۲ | لوئیس بونوئل        | جذابیت پنهان بورژوازی |
| ۱۹۷۳ | فرانسوا تروفو       | روز به جای شب         |
| ۱۹۷۴ | فرانسیس فورد کوپولا | پدرخوانده: قسمت دوم   |
| ۱۹۷۴ | فرانسیس فورد کوپولا | مکالمه                |
| ۱۹۷۵ | رابرت آلتمن         | نشویل                 |
| ۱۹۷۶ | مارتین اسکورسیزی    | راننده تاکسی          |
| ۱۹۷۷ | لوئیس بونوئل        | میل مبهم هوس          |
| ۱۹۷۸ | ترنس مالیک          | روزهای بهشت           |
| ۱۹۷۹ | وودی آلن            | منهتن                 |
| ۱۹۷۹ | رابرت بنتون         | کریمر علیه کریمر      |

### دهه ۱۹۸۰
| سال  | برنده            | فیلم                  |
| ---- | ---------------- | --------------------- |
| ۱۹۸۰ | مارتین اسکورسیزی | گاو خشمگین            |
| ۱۹۸۱ | لویی مال         | آتلانتیک سیتی         |
| ۱۹۸۲ | استیون اسپیلبرگ  | ئی.تی. موجود فرازمینی |
| ۱۹۸۳ | برادران تاویانی  | شب سن لورنزو          |
| ۱۹۸۴ | روبر برسون       | پول                   |
| ۱۹۸۵ | جان هیوستون      | شرف خانواده پریتزی    |
| ۱۹۸۶ | دیوید لینچ       | مخمل آبی              |
| ۱۹۸۷ | جان بورمن        | امید و افتخار         |
| ۱۹۸۸ | فیلیپ کافمن      | سبکی تحمل‌ناپذیر هستی  |
| ۱۹۸۹ | گاس ون سنت       | ولگرد دراگ‌استورها     |

### دهه ۱۹۹۰
| سال  | برنده             | فیلم             |
| ---- | ----------------- | ---------------- |
| ۱۹۹۰ | مارتین اسکورسیزی  | رفقای خوب        |
| ۱۹۹۱ | دیوید کراننبرگ    | ناهار عریان      |
| ۱۹۹۲ | کلینت ایستوود     | نابخشوده         |
| ۱۹۹۳ | استیون اسپیلبرگ   | فهرست شیندلر     |
| ۱۹۹۴ | کوئنتین تارانتینو | داستان عامه‌پسند  |
| ۱۹۹۵ | مایک فیگیس        | ترک لاس و گاس    |
| ۱۹۹۶ | لارس فون تریه     | شکستن امواج      |
| ۱۹۹۷ | کرتیس هنسن        | محرمانه لس آنجلس |
| ۱۹۹۸ | استیون سودربرگ    | خارج از دید      |
| ۱۹۹۹ | مایک لی           | وارونه           |

### دهه ۲۰۰۰
| سال  | برنده           | فیلم               |
| ---- | --------------- | ------------------ |
| ۲۰۰۰ | استیون سودربرگ  | ارین براکویچ       |
| ۲۰۰۰ | استیون سودربرگ  | قاچاق              |
| ۲۰۰۱ | رابرت آلتمن     | گاسفورد پارک       |
| ۲۰۰۲ | رومن پولانسکی   | پیانیست            |
| ۲۰۰۳ | کلینت ایستوود   | رودخانه مرموز      |
| ۲۰۰۴ | ژانگ ییمو       | قهرمان             |
| ۲۰۰۴ | ژانگ ییمو       | خانه خنجرهای پران  |
| ۲۰۰۵ | دیوید کراننبرگ  | سابقه خشونت        |
| ۲۰۰۶ | پل گرینگرس      | یونایتد ۹۳         |
| ۲۰۰۷ | پل توماس اندرسن | خون به پا خواهد شد |
| ۲۰۰۸ | مایک لی         | بی‌غم               |
| ۲۰۰۹ | کاترین بیگلو    | مهلکه              |

### دهه ۲۰۱۰
| سال  | برنده           | فیلم            |
| ---- | --------------- | --------------- |
| ۲۰۱۰ | دیوید فینچر     | شبکه اجتماعی    |
| ۲۰۱۱ | ترنس مالیک      | درخت زندگی      |
| ۲۰۱۲ | میشائل هانکه    | عشق             |
| ۲۰۱۳ | برادران کوئن    | درون لوین دیویس |
| ۲۰۱۴ | ریچارد لینکلیتر | پسرانگی         |
| ۲۰۱۵ | تاد هینز        | کارول           |
| ۲۰۱۶ | بری جنکینز      | مهتاب           |
| ۲۰۱۷ | گرتا گرویگ      | لیدی برد        |
| ۲۰۱۸ | آلفونسو کوارون  | رما             |
| ۲۰۱۹ | گرتا گرویگ      | زنان کوچک       |

### دهه ۲۰۲۰
| سال  | برنده            | فیلم               |
| ---- | ---------------- | ------------------ |
| ۲۰۲۰ | کلویی ژائو       | سرزمین خانه‌به‌دوش‌ها |
| ۲۰۲۱ | ریوسوکی هاماگوچی | ماشین مرا بران     |
| ۲۰۲۱ | ریوسوکی هاماگوچی | چرخ بخت و فانتزی   |

## برندگان متعدد
افراد زیر کسانی هستند که بیش از یک بار این جایزه را دریافت کرده‌اند:
| ۳ | اینگمار برگمان   | پرسونا (۱۹۶۷)                     |
| ۳ | اینگمار برگمان   | شرم و ساعت گرگ و میش (هر دو ۱۹۶۸) |
| ۳ | اینگمار برگمان   | مصائب آنا (۱۹۷۰)                  |
| ۳ | مارتین اسکورسیزی | راننده تاکسی (۱۹۷۶)               |
| ۳ | مارتین اسکورسیزی | گاو خشمگین (۱۹۸۰)                 |
| ۳ | مارتین اسکورسیزی | رفقای خوب (۱۹۹۰)                  |
| ۲ | فرانسوا تروفو    | بوسه‌های دزدکی (۱۹۶۹)              |
| ۲ | فرانسوا تروفو    | روز به جای شب (۱۹۷۳)              |
| ۲ | لوئیس بونوئل     | جذابیت پنهان بورژوازی (۱۹۷۲)      |
| ۲ | لوئیس بونوئل     | میل مبهم هوس (۱۹۷۷)               |
| ۲ | استیون اسپیلبرگ  | ئی.تی. موجود فرازمینی (۱۹۸۲)      |
| ۲ | استیون اسپیلبرگ  | فهرست شیندلر (۱۹۹۳)               |
| ۲ | استیون سودربرگ   | خارج از دید (۱۹۹۸)                |
| ۲ | استیون سودربرگ   | قاچاق و ارین براکویچ (هر دو ۲۰۰۰) |
| ۲ | رابرت آلتمن      | نشویل (۱۹۷۵)                      |
| ۲ | رابرت آلتمن      | گاسفورد پارک (۲۰۰۱)               |
| ۲ | کلینت ایستوود    | نابخشوده (۱۹۹۲)                   |
| ۲ | کلینت ایستوود    | رودخانه مرموز (۲۰۰۳)              |
| ۲ | دیوید کراننبرگ   | ناهار عریان (۱۹۹۱)                |
| ۲ | دیوید کراننبرگ   | سابقه خشونت (۲۰۰۵)                |
| ۲ | مایک لی          | وارونه (۱۹۹۹)                     |
| ۲ | مایک لی          | بی‌غم (۲۰۰۸)                       |
| ۲ | ترنس مالیک       | روزهای بهشت (۱۹۷۸)                |
| ۲ | ترنس مالیک       | درخت زندگی (۲۰۱۱)                 |
| ۲ | گرتا گرویگ       | لیدی برد (۲۰۱۷)                   |
| ۲ | گرتا گرویگ       | زنان کوچک (۲۰۱۹)                  |